# Symphonie no 1 d'Ives
Pour les articles homonymes, voir Symphonie no 1.

La Symphonie no 1 en ré mineur fut composée par Charles Ives en 1898  durant ses années d'étude à l'université Yale et terminée en 1901.  Il s'agit du premier essai dans le genre symphonique du compositeur américain, encore marqué par l'influence de  la musique européenne, notamment de Dvořák et Tchaïkovski.
Elle comporte quatre mouvements et dure environ 45 minutes, ce qui en fait sa plus longue symphonie. Elle est créée cinquante deux ans après sa composition, le 26 avril 1953 par Richard Bales à la direction du National Gallery Orchestra.

## Orchestration
La symphonie est écrite pour orchestre symphonique, constitué d'une section de cordes : premiers violons, seconds violons, altos, violoncelles, contrebasses ; de bois : trois flûtes dont une en option, deux hautbois, un cor anglais, deux clarinettes, deux bassons ; de cuivres : quatre cors, deux trompettes, trois trombones ; de percussions : dont des timbales.

## Mouvement
Les mouvements sont :
1. Allegro con moto
2. Adagio molto
3. Scherzo
4. Allegro molto

## Composition
La symphonie fut composée durant les années d'étude à l'université Yale (1895-1898), et sous la supervision de son professeur de composition Horatio Parker. Parker fut attentif à ce que la symphonie soit conforme aux critères académiques qu'il enseignait. Cependant, il fut en désaccord avec Charles Ives, à cause de l'emploi trop fréquent de modulations, particulièrement dans le premier mouvement censé être dans une tonalité de ré mineur, mais qui progresse sur six à huit tonalités différentes. De même, Parker rejeta l'emploi de citations d'après des hymnes traditionnels pour le mouvement lent, considérant que « les hymnes sont les formes les plus inférieures de musique », le mouvement fut remplacé par un autre, écrit dans un style plus conforme à ce que voulait Parker. Après avoir quitté Yale, Ives intégra le mouvement rejeté dans sa deuxième symphonie.